# Tekno
Tekno var en datortidskrift som främst riktade sig till en ung publik. Innehållet handlade till stor del om datorspel, internet för hobbybruk och BBS:er. Den svenska versionen utgavs av tidningsförlaget Egmont 1995-1998, efter modell av en norsk tidskrift med samma namn. Tekno skrev både om PC, Macintosh och Amiga, samt om Linux. 

## Demoscen och Datorkultur
I tidningen kunde man läsa reportage som behandlade datorkultur ur olika synvinklar. Bland annat kunde man läsa reportage från olika LAN/Demopartyn från den nordiska demoscenen. 
I nummer 2/1996 kunde man läsa om The Party 5 i Fredricia Danmark, i nummer 3/1996 kunde man läsa om The Gathering i Lillehammer Norge med 2500 deltagare, nummer 4/1996 handlade om Remedy i Solnahallen i Stockholm, i nummer 3/1998 skrev man om Birdie 8 och i nummer 5/1998 om The Zone i Halden. Tekno behandlade även andra ämnen kopplade till datorkultur som ANSI-grafik (december 1995 och nummer 2/1996) samt elektronisk konst (nummer 4/1996).

## Musiktävlingar
Tekno ordnade musiktävlingar vid två tillfällen. De bästa bidragen medföljde tidningen på en musik cd-skiva. Den första tävlingen inleddes i nummer 1/1996. Läsarna ombads att komponera ett "...soundtrack till det digitala året 1996" . Priset var en XP-10 synthesiser från Roland. Vinnaren blev Are Refsdal från Oslo med melodin The Flow. Han fick sin låt publicerad på en musik-CD som medföljde Tekno 1/1997.
Den andra musiktävlingen inleddes i nummer 2/1998 och i nummer 5/1998 skickades den andra skivan ut. Då hade 388 bidrag skickats in från både Norge och Sverige. Denna gång var vinnaren Joakim Roberg från Borlänge med melodin The Trip . Priset bestod av en Roland XP-50 synth. 